# Ананґпал II

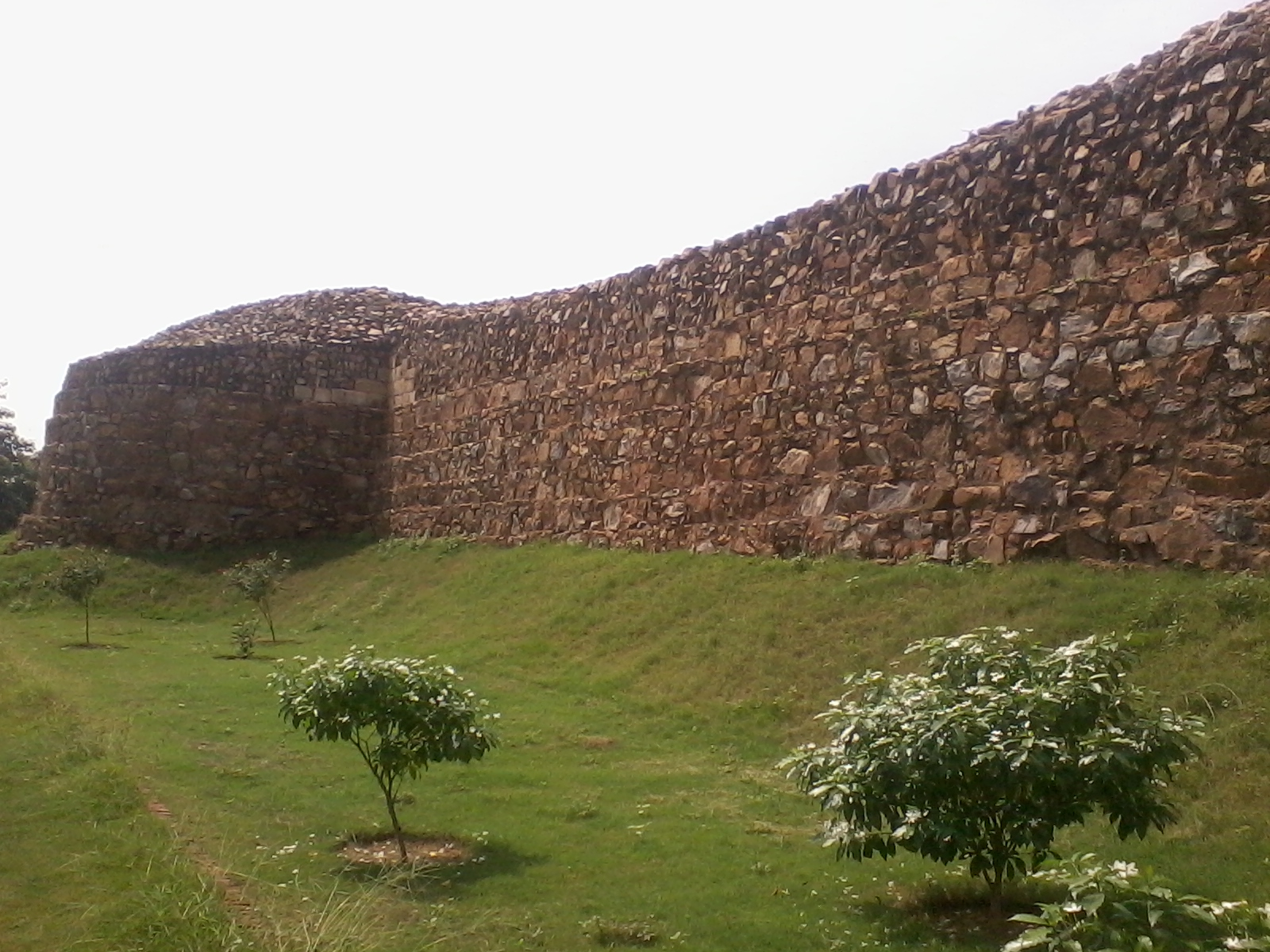
Стіна Лал Кота

Ананґпал II (гінді अनंगपाल तोमर; д/н — бл. 1081) — магараджахіраджа Гаріяни близько 1051—1081 роках.

## Життєпис
Походив з династії Томар. Син магараджахіраджи Кумарапаладеви. Посів трон 1051 року. 1052 року заснував нову столицю Дхіллікапур. Цей рік вважається датою заснування Делі. Він привіз залізну колону з Саунха в районі Матхура і встановив її в новій столиці. Неподолік колони було споруджено храм для поклоніння Кулдеві (богиня-покровителька) династії Йогмая. Він також побудував водойму (джогад) поруч із храмом, відомим як Анангтал Баолі. Сьогодні це єдиний збережений храм домусульманського періоду, який все ще використовується. Того ж року газневідський султан Тогрул I захопив важливе місто Наґаркот.
Карбував монети з написом «Шрі Кіллі Дев Пала». Для зміцнення Дхіллікапура також було зведено фортецю Лал Кот (завершено у 1060 році). Згодом в фортеці Асігарх створена велика майстерня з виготовлення мечів.
Ймовірно у 1060-х роках втрутився у боротьбу в Кашмірській державі проти Калаши Лохар, якому завдав низки поразок, але не зміг відновити на троні батька ворога — Анантадеви.
Десь у 1068/1070 році стикнувся з вторгненням газневідського полководця Махмуда, сина султана Ібрагіма I, який зумів захопити та пограбувати Дхіллікапур. Втім після відходу ворожих військ до себе Ананґпал II відновив владу над усіма володіннями, до кінця панування також відбудував знищену столицю.
У 1079 році зазнав нового нападу з боку султана Ібрагіма I, що захопив фортецю Пакпаттан, яку перетворив на свою базу, звідки виступив уздовж течії Гангу, спюндрувавши тут володіння Томар, потім пройшовши до Каннауджа (у володіннях Гаґавадалів).
Помер Ананґпал II 1081 року. Йому спадкував Віджаяпала.